# 4-Methyl-2-nitrophenol
4-Methyl-2-nitrophenol ist eine chemische Verbindung aus der Gruppe der Nitrophenole und Kresole.

## Herstellung
Die Darstellung von 4-Methyl-2-nitrophenol durch Nitrierung von p-Kresol mit verdünnter Salpetersäure in Benzol wurde 1907 von Gustav Schultz beschrieben.
Alternativ wird p-Toluidin durch salpetrige Säure diazotiert und nitrosiert. Das erhaltene Produkt wird in situ durch Zugabe von wässriger Salpetersäure zur Nitroverbindung oxidiert und durch die anschließende Hydrolyse (Phenolverkochung) erhält man 4-Methyl-2-nitrophenol.

## Eigenschaften
Die Umsetzung von konzentrierter oder rauchender Schwefelsäure auf 4-Methyl-2-nitrophenol entsteht kein Sulfonierungsprodukt, sondern unter Spaltung des Benzolrings das 3-Methylmuconolacton.

## Verwendung
Eine alkalische wässrige Lösung von 4-Methyl-2-nitrophenol kann mit Methylchlorid unter Druck zu 1-Methoxy-4-methyl-2-nitrobenzol umgesetzt werden.
Durch anschließende Reduktion mit Eisen und Ameisensäure erhält man p-Kresidin, ein Ausgangsprodukt für Azofarbstoffe.